# Oparbella
Oparbella es un género de arácnido  del orden Solifugae de la familia Solpugidae.

## Especies
Las especies de este género son:
- Oparbella aciculata
- Oparbella bicolor
- Oparbella fagei
- Oparbella flavescens
- Oparbella junquana
- Oparbella quedenfeldti
- Oparbella werneri